# Sam Hennings
Samuel DeWitt Hennings (ur. 17 grudnia 1950 w Macon) – amerykański aktor telewizyjny i filmowy.

## Filmografia
- 1985: Na wariackich papierach jako Jonathan Kaplan
- 1985: Dynastia Colbych jako dziennikarz
- 1986: Nowa seria Alfred Hitchcock przedstawia jako policjant patrolujący
- 1986: Dallas
- 1988: Star Trek: Następne pokolenie jako Ramsey
- 1991: Gliniarz i prokurator jako dr Locke
- 1994: Strefa zrzutu jako Torski
- 1995: Napisała: Morderstwo jako Webb Prentiss
- 1996: Niebieski Pacyfik jako samobójca
- 1998: Baza Pensacola jako porucznik Gilbert Seaver
- 1998: Siedmiu wspaniałych jako Lucas James
- 1998: JAG – Wojskowe Biuro Śledcze jako porucznik Ronald Vickers
- 1999: Strażnik Teksasu jako J.T. Brody
- 2000: Baza Pensacola jako Charlie Kelly
- 2001: JAG – Wojskowe Biuro Śledcze jako kpt. Huddleston
- 2002: CSI: Kryminalne zagadki Las Vegas jako Pete Banson
- 2003: Ostry dyżur jako skarbnik finansowy USA
- 2004: Aviator jako Frank
- 2004: Rodzina Steedów (The Work and the Glory, TV) jako Benjamin Steed, ojciec rodziny
- 2006: Pentagon: Sektor E jako pułkownik David Lindstrom
- 2007: Ocalić Grace jako Joe Hanadarko
- 2008: Jedenasta godzina jako zastępca szeryfa Bill Larsson
- 2009: Dowody zbrodni jako Randall Baxter '86 / '09
- 2009: CSI: Kryminalne zagadki Miami jako Max DeSalvo
- 2009: Dollhouse jako senator Boxbaum
- 2009: CSI: Kryminalne zagadki Las Vegas jako John Rankow
- 2010: The Event: Zdarzenie jako generał Addington
- 2010–2011: Gliniarz z Memphis (Memphis Beat) jako Charlie 'Whitehead' White
- 2011: Nie z tego świata jako Samuel Colt
- 2012: Castle jako Seth Harris
- 2012: Zabójcze umysły jako Marshal John Tilghman
- 2013: Mentalista jako Jeffrey Coates
- 2013: Szkarłatna wdowa jako Orson
- 2013: Franklin & Bash jako Hugh King
- 2013: Kroniki lombardu jako Virgil